# ケチャップ・チップス

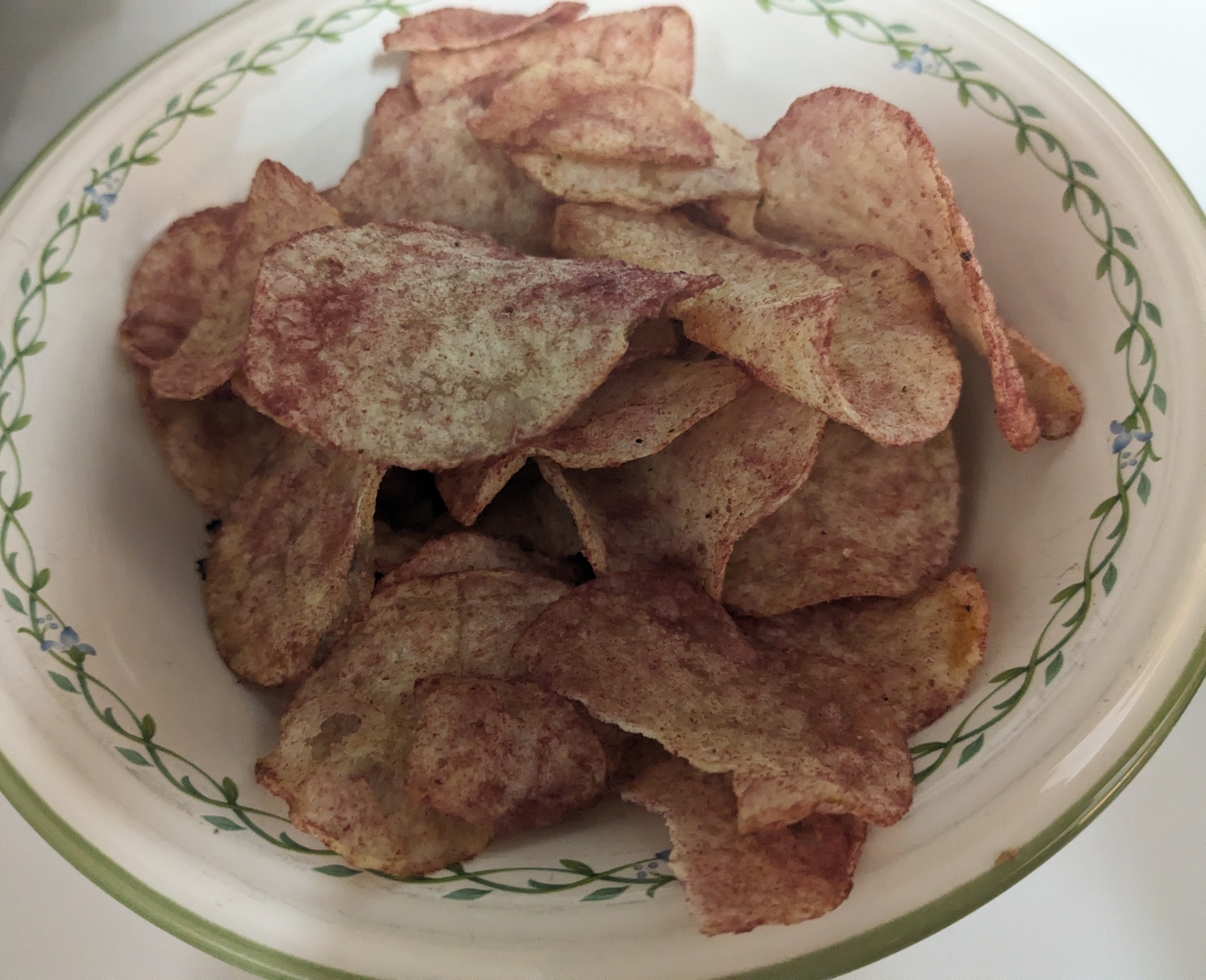
ケチャップ味のレイズ・ポテトチップス。

ケチャップ・チップス（英: ketchup chips）は地域的に人気があるポテトチップスのフレーバーの一つ。1970年代に登場した。最初に発売したメーカーはカナダのホステス・ポテトチップスだとされるが、同時期に米国でも考案されていた可能性がある。カナダでは広く販売されており、国民的アイデンティティと結びつけられている。ポップカルチャーの中で取り上げられることもある。他国でも一部で販売されている。

## 歴史
ケチャップ・チップスはカナダのブランドであるホステス・ポテトチップスによって考案されたと信じられている。ホステスは1970年代初頭に新奇で実験的な商品を販売し始めた。オレンジ味やグレープ味などのフレーバーが短命に終わった中で、唯一定着したのがケチャップ味だった。一方米国では、ハーズ・スナックスが1980年代にケチャップ・チップスを販売し始めた。それぞれ国内のみで営業していたホステスとハーズのどちらが先に考案したのかは正確にはわかっていない。
ケチャップ味のポテトチップスはカナダで人気があり、プーティンやメープルシロップなどに次ぐ重要なカナダ固有の食文化と見なされている。ホステスの現親会社であるフリトレーはケチャップ味のポテトチップスを大量に展開している。カバードブリッジのような小規模メーカーもケチャップ味の商品を出している。ケチャップ・チップスはカナダの大半の食料品店に置かれており、国民的アイデンティティと強く結びつけられている。特にマニトバ州で人気が高い。

## 味
The Daily Mealは、ケチャップ・チップスをドリトスのランチドレッシング味と比較して、ケチャップ味というより「ケチャップ・インスパイア味」だとした。ウェブメディア The Takeoutのライターによると、ケチャップ・チップスの味はケチャップそのものではなく、煮込みトマトや砂糖のようにケチャップを連想させる風味から構成されている。ある米国のジャーナリストはトマトに酢を振ったような味だと述べ、別の米国ジャーナリストはトマトとビートスープを合わせた味だとした。英国人の俳優フローレンス・ピューはシュリンプカクテル味のポテトチップスに近いと述べた。「甘さ強めのバーベキュー味」と形容されることもある。一方で、Thrillistのライターはケチャップ・チップスの味が「ケチャップのビンが破裂して」「チップスに均一に振りかけられた」ようだと書いている。
ケチャップ・チップスの塩分を減らしたり、天然の香料を使用すると味が大きく変わってしまうため、こうした健康志向のバリエーションは商品化されていない。これは製品開発の幅を狭める要因となっている。

## カナダ国外
米国でもフライドポテトとケチャップの組み合わせは存在するが、カナダではケチャップ・チップスを含めて米国よりも酢が効いたフレーバーの人気が高い。米国における同種のポテトチップスはよりクリーミーな味付けが一般的である。こうした嗜好の差異は、移民構成が異なることや、カナダと英国の文化的つながりの強さに影響されていると見られる。たとえば、カナダでは英国と同じくフライドポテトにホワイトビネガーをかけることが多いが、アメリカではあまり見られない。
ケチャップ・チップスはカナダでは広く普及しているが、米国での生産は限定的である。米国でもオンライン小売業者から購入することは可能だが高額になる。1984年のある新聞記事では、ケチャップ・チップスが失敗したビジネスであり、シカゴでしか人気がないと評されている。オールド・ダッチは過去にカナダと米国の両国でケチャップ・チップスを販売していたが、米国市場では利益が上がらず販売中止に至った。フリトレーも米国ではケチャップ・チップスを販売していない。米国でケチャップ・チップスを生産しているのはハーズ・スナックスのような小規模企業のみである。同社は発売当初オリジナルの味付けを行っていたが、1980年代にハインツとの提携に切り替えた。
英国では2000年代以前にチューダー・クリスプスがトマトケチャップ味のポテトチップスを販売していた。その後、2001年にウォーカーズがハインツと提携してケチャップ・チップスのブランドを立てた。同社は2024年に期間限定でソーセージ＆ケチャップ味を発売した。
日本では一般的なフレーバーではないが、2006年に湖池屋が、2013年にカゴメとの提携のもとでカルビーが、それぞれケチャップ味のポテトチップスを販売している。

## 受容、ポップカルチャーにおける位置づけ
インターネットではケチャップ・チップスが魅力的なスナックであるか否かを巡る論戦が頻繁に行われており、カナダ人の間でも賛否両論がある。俳優のアンドリュー・ガーフィールドはインタビュー中にケチャップ・チップスを「一種の罪悪」と呼び、ポテトチップスのフレーバーの中でもっとも不味だと述べた。
2019年に8人の米国人ジャーナリストが13品のケチャップ・チップスを試食してランク付けを行い、ドリトス、グレート・ヴァリュー、オールド・ダッチの3ブランドをトップに評価した。2024年4月、Chatelaine誌はカナダに存在するケチャップ・チップスのブランド11種をランキングした。1位と2位はコンプリメンツのフレーバー2種で、ラッフルズがそれに次いだ。
2023年、カナダ放送協会は、米国人の親子がケチャップ・チップスを40袋買い込むために米国バージニア州からカナダのナイアガラフォールズを訪れたことを報じた。これはオンラインで話題となり、あるカナダの食料品店は親子にポテトチップスを9ケース贈呈した。